# The Jungle Book (1967)
The Jungle Book (bra: Mogli - O Menino Lobo; prt: O Livro da Selva) é um filme de animação norte-americano de 1967, dos gêneros aventura e fantasia musical, dirigido por Wolfgang Reitherman para a Walt Disney Productions, com roteiro baseado no romance homônimo de Rudyard Kipling.
Lançado nos cinemas dos Estados Unidos em 18 de outubro de 1967, foi o último longa animado produzido por Walt Disney, que morreu durante a produção. The Jungle Book receberia da Disney uma continuação, The Jungle Book 2, e duas refilmagens com atores reais, em 1994 e 2016.

## Sinopse
A história se passa na Índia. Mogli, garoto criado por lobos, é convencido pela pantera Baguera, seu amigo, a buscar segurança no mundo dos homens. Mas Mogli resiste à ideia e resolve seguir a filosofia otimista do urso Balu, que faz somente o que gosta. Juntos, dão início a uma grande jornada em direção à civilização e encontram no meio do caminho um orangotango maluco, uma cobra com poder de hipnotizar e Shere Khan, um tigre ameaçador.

## Produção

### Roteiro
Depois do lançamento de The Sword in the Stone, o roteirista Bill Peet sugeriu uma adaptação de O Livro da Selva. Disney aprovou, e Peet escreveu uma primeira versão, bastante próxima do tom original da  obra de Rudyard Kipling. Seu roteiro foi reprovado por Disney, que o considerou sombrio demais para um filme familiar, levando Peet a abandonar a companhia. Larry Clemmons foi então convocado para escrever o roteiro final, com Disney apenas aconselhando-o a não seguir o livro à risca. As caracterizações feitas por Peet se mantiveram no texto de Clemmons.

### Elenco
O comediante Phil Harris foi escalado para interpretar Balu após Disney conhecê-lo em uma festa. O presidente da Disneyland Records então sugeriu o músico de jazz Louie Prima como Rei Louie para complementar Harris. O resto do elenco incluiu o filho do diretor Wolfgang Reitherman, Bruce, como Mogli (Bruce havia acabado de interpretar Christopher Robin em um curta do Ursinho Pooh dirigido por Wolfgang), atores conhecidos como George Sanders (Shere Khan) e Sebastian Cabot (Baguera), e velhos colaboradores da Disney como Sterling Holloway (Kaa), J. Pat O'Malley (Hathi e Buzzie) e Verna Felton (Godofreda), em seu último papel antes de morrer em dezembro de 1966. Os urubus foram desenhados com cabelos moptop e sotaques de Liverpool como uma caricatura dos Beatles, que foram inicialmente cogitados para dublá-los (um dos substitutos acabou sendo um músico da Invasão Britânica, Chad Stuart, da dupla Chad & Jeremy).

### Música
A música instrumental foi escrita por George Bruns e orquestrada por Walter Sheets. Alguns temas foram reaproveitados de outros longas da Disney. O colaborador da Disney Terry Gilkyson escreveu as músicas cantadas do filme, mas Walt Disney não gostou de seu trabalho e contratou os irmãos Sherman para  compor novas canções, exceto uma alegre composição da qual todos haviam gostado, "The Bare Necessities".
A trilha sonora do filme possui oito canções:
- "Jungle Book Overture" - (instrumental)
- "Colonel Hathi's March" \ "Marcha do Coronel Hathi" - Coronel Hathi, elefantes
- "The Bare Necessities" \ "Somente O Necessário" - Balu, Mogli
- "I Wan'na Be Like You" \ "Eu Quero Ser Como Você" - Rei Louie e Balu
- "Colonel Hathi's March" (Reprise) - Coronel Hathi, elefantes
- "Trust in Me" \ "Venha A Mim" - Kaa
- "That's What Friends Are For" \ "Somos Nós" - Os abutres, Mogli, Shere Khan
- "My Own Home" - A menina
- "The Bare Necessities" (Reprise)" - Balu, Baguera

## Lançamento
The Jungle Book foi lançado nos cinemas dos Estados Unidos em 1967[carece de fontes?] e relançado em 1978[carece de fontes?], 1984[carece de fontes?] e 1990[carece de fontes?]. No Brasil foi lançado em 26 de dezembro de 1968.[carece de fontes?]
The Jungle Book foi lançado novamente em DVD pela Edição Platinum em 2 de Outubro de 2007[carece de fontes?]em comemoração ao seu aniversário de 40 anos, e em 2014 lançado pela primeira vez em Disney Blu-Ray e relançado novamente Disney DVD, na Edição Diamante.[carece de fontes?]

## Bilheteria
Segundo o site Box Office Mojo, o longa foi um grande sucesso de bilheteria arrecadando US$ 141,8 milhões nos cinemas estadunidenses e US$ 205,8 milhões mundialmente.>

## Prêmios e indicações
Oscar - 1967
- Indicado
  - Melhor canção original, por "The Bare Necessities"[9]